# Gunong Sape
Gunong Sape är en kulle i Indonesien.   Den ligger i provinsen Aceh, i den västra delen av landet, 1 700 km nordväst om huvudstaden Jakarta. Toppen på Gunong Sape är 120 meter över havet.
Terrängen runt Gunong Sape är platt söderut, men norrut är den kuperad. Havet är nära Gunong Sape åt sydväst.Runt Gunong Sape är det ganska tätbefolkat, med 52 invånare per kvadratkilometer.